# 鹿内美沙
鹿内 美沙（しかない みさ、1984年5月27日 - ）は、日本のフリーアナウンサー。青森県弘前市出身。血液型O型。

## 来歴
弘前市立第三中学校、青森県立弘前高等学校、早稲田大学教育学部英語英文学科卒業。弘前高校在学中の2002年に、第49回NHK杯全国高校放送コンテストで優秀賞（第3位）を受賞。早稲田大学在学時には東京アナウンスセミナーに通っていた。
大学卒業後、2007年4月に中京テレビ放送にアナウンサーとして入社。同期に水谷陽介がいる。入社直後の同年7月、東海地区の地上デジタル放送推進大使に任命された。2008年7月以降は後輩の田岡咲香とともに、田岡が中京テレビを退社した後は前任者だった我妻絵美とともに大使を務めていた。2009年には第30回NNSアナウンス大賞で最優秀新人賞を受賞した。
2013年3月いっぱいで中京テレビを退社し、以後はニチエンプロダクション所属のフリーアナウンサーとして活動している。2016年12月29日、24日のクリスマスイブに結婚式を挙げたことを自身のブログで報告した。

## 人物
- 中京テレビ時代の愛称はバンビ。これは名字の鹿の字に由来する[7]。
- 趣味および特技は日本舞踊・乗馬・旅行。
- 資格は漢検2級、英検2級。
- 古巣・中京テレビと同じNNN・NNS系列局である読売テレビ（隣接局）アナウンサーの虎谷温子（前述・我妻、当時の金山泉と系列局の同期で、鹿内と系列局の同期である吉田奈央の読売テレビ同僚アナ）は同じ高校の先輩で、同じく系列局・福井放送アナウンサーの工藤遥（2018年から2019年までは後述の『はなまるマーケット』をネットしていた地元青森テレビに在籍）は同じ高校の後輩にあたる。また、遥と同じく福井放送アナウンサーの工藤修斗とは鹿内と誕生日（5月27日）が同じ日と東京アナウンスセミナーの後輩にあたる。その他、同じく系列局の地元青森放送に在籍していた伊奈かっぺいと綱川和夫は中学校の、長崎昭義は高校、大学の大先輩にあたる。

## 出演

### 中京テレビ時代の担当番組
- 中京テレビ・ブリヂストンレディスオープン（アナウンス担当）
- 第86回全国高等学校サッカー選手権大会 愛知県大会（応援席リポーター）
- TA☆RO （ナレーター）
- 雪組女子部（司会）
- 中京テレビNEWSリアルタイム（ナレーター）
- おめざめワイド（「ナゴヤHOTグルメ」リポーター）
- ウキ→ビジュ（ナレーター）
- SAKAE TA☆RO （ナレーター）
- SPORTS STADIUM （キャスター）
- PS （「教えて!芸能人の名古屋ごはん」リポーター）
- news every. 中京テレビローカルパート（ナレーター、松岡陽子休暇中の代理キャスター） - 土曜版にも出演。
- アナアナ商会
- ana-ana girl's （不定期出演）
- NEWS ZERO 中京テレビローカルパート
- グッジョブ7
- 真相報道 バンキシャ! 中京テレビローカルパート
- NNNストレイトニュース 中京テレビローカルパート（リポーター、キャスター）
- キャッチ! （ナレーター）
- クリック!あいち（ナレーター）
- ゴリ夢中（ナレーター）
- 知っ得!なごや（不定期出演）

### フリー転向後の担当番組
- はなまるマーケット（TBS、2013年4月 - 2014年3月、はなまるアナ担当）
- TOKYO MX NEWS （TOKYO MX、2013年4月 - 2014年6月、土曜日ニュース担当）
- ヘッドラインニュース（J-WAVE、2013年4月 - ）
- 情報ライブ ミヤネ屋（読売テレビ、2014年2月11日 - 、リポーター）
- リーダーズメッセージ（BS日テレ、2015年9月 - 、インタビュアー）

### CM
- 中京テレビハウジング

## 執筆
- B.L.T.中部版（東京ニュース通信社）